# Осушний струмок
Осушний струмок (пол. Osuszny potok) — струмок в Україні у Львівському районі Львівської області. Правий доплив потоку Білого (басейн Дністра).

## Опис
Довжина струмка приблизно 5,19 км, найкоротша відстань між витоком і гирлом — 4,40  км, коефіцієнт звивистості річки — 1,18 . Формується декількома струмками та загатами.

## Розташування
Бере початок на південно-східних схилах гори Замчисько (462,1 м) у листяному лісі. Тече переважно на південний схід через село Коросно і впадає у потік Білий, правий доплив річки Гнилої Липи.

## Цікаві факти
- У селі Кросно біля гирла струмка на східній сторні на відстані приблизно 512 м пролягає автошлях Т 1417[2] (автомобільний шлях територіального значення у Львівській та Івано-Франківській областях. Проходить територією Львівського р-ну, Львівської обл., та Івано-Франківського району, Івано-Франківської області, через Куровичі — Перемишляни — Рогатин. Загальна довжина — 42,8 км.).